# ليو لاغرانج
ليو لاغرانج (بالفرنسية: Léo Lagrange)‏ هو محامي وسياسي فرنسي، ولد في 28 نوفمبر 1900 في Bourg, Gironde ‏ في فرنسا، وتوفي في 9 يونيو 1940 في Évergnicourt ‏ في فرنسا. نشط حزبياً في French Section of the Workers' International ‏. وقد انتخب نائب فرنسي.